# Isectolophus
L'isectolofo (gen. Isectolophus) è un mammifero perissodattilo estinto. Visse nell'Eocene medio (circa 46 - 40 milioni di anni fa) e i suoi resti fossili sono stati ritrovati in Nordamerica e in Asia.

## Descrizione
Questo animale doveva essere vagamente simile a un cefalofo o a un tragulo, ma più robusto. Il cranio era dotato di un muso piuttosto corto e privo di diastema, al contrario di generi affini come Homogalax. I molari erano bilofodonti, privi di paraconuli o metaconuli distinti; i metalofidi dei molari inferiori erano leggermente orientati obliquamente, mentre i metastilidi non erano presenti. Il secondo premolare superiore era allungato e privo di tallone interno, mentre il terzo premolare superiore era quasi quadrato e dotato di due tubercoli. Nella specie Isectolophus latidens il metacono dei molari era più conico e il parastilo più voluminoso. I canini inferiori erano relativamente robusti.

## Classificazione
Il genere Isectolophus venne descritto per la prima volta nel 1887 da Scott e Osborn, sulla base di resti fossili ritrovati in terreni dell'Eocene medio dello Utah; la specie tipo è Isectolophus annectens. Altri fossili attribuiti a questa specie sono stati ritrovati in Colorado. Al genere Isectolophus sono state attribuite anche le specie I. latidens (precedentemente ritenuta una specie di Helaletes e poi un genere a parte, Parisectolophus) del Wyoming e del Nevada, e I. radinskyi dello Wyoming. Resti attribuibili a I. latidens sono stati ritrovati anche in Kazakistan, a testimonianza dell'ampia distribuzione geografica di questo animale. Nel 2011 sono stati descritti resti di Isectolophus provenienti dal Giappone.

Mandibola di Isectolophus latidens

Isectolophus è il genere eponimo degli Isectolophidae, una piccola famiglia di perissodattili arcaici, probabilmente imparentata alla lontana con i tapiri; si suppone che gli isectolofidi fossero forme ancestrali del gruppo dei Tapiromorpha, comprendenti attualmente sia i tapiri che i rinoceronti.

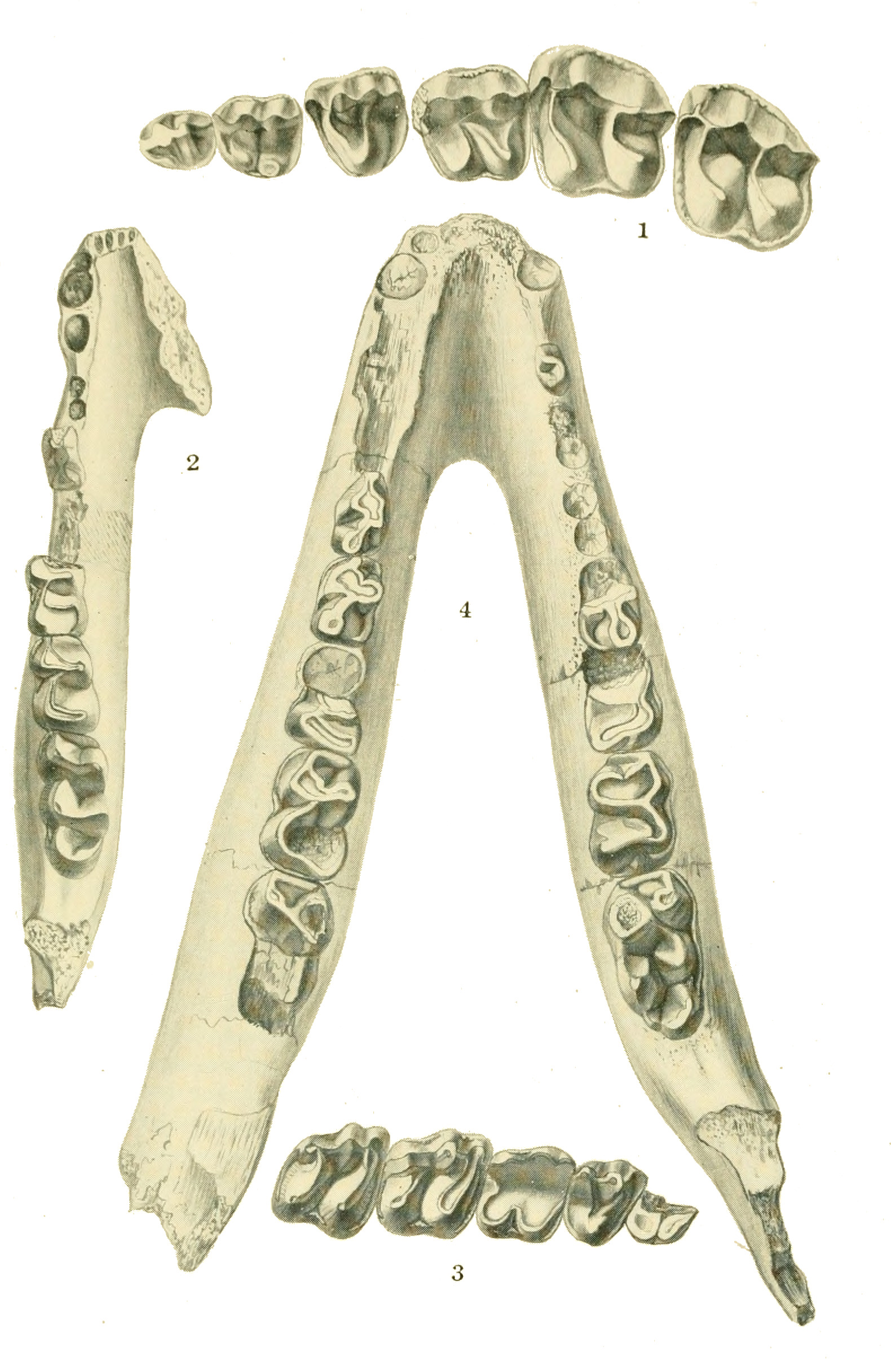
Mandibole di Isectolophus annectens